# Paul Pesch
Paul Pesch (Heerlen, 1 februari 1924 – 's-Hertogenbosch, 12 oktober 2010) was een Nederlands politicus van de KVP en later het CDA.
Pesch werd geboren in Heerlen als zoon van Felix Marie Casper Pesch die later burgemeester zou worden van Tegelen. Hij is in Nijmegen afgestudeerd in de rechten. Pesch werd in 1962 burgemeester van de Limburgse gemeente Swalmen. In 1971 volgde zijn benoeming tot burgemeester van Boxtel wat hij tot zijn pensionering begin 1989 zou blijven.
Hij overleed eind 2010 op 86-jarige leeftijd.